# ガブリエル＝シュザンヌ・ド・ヴィルヌーヴ
ガブリエル＝シュザンヌ・ド・ヴィルヌーヴ（フランス語: Gabrielle-Suzanne Barbot de Villeneuve、旧姓バルボ、1685年11月28日 – 1755年12月29日）はフランスの小説家である。ドーノワ夫人やシャルル・ペロー、さまざまなプレシューズと呼ばれる作家に影響を受けて著述活動を行った。1740年に刊行した『美女と野獣』(La Belle et la Bête) で有名であり、これは現存する最古の「美女と野獣」のおとぎ話の文字化である。

## 来歴
ガブリエル＝シュザンヌ・バルボ（のちのガブリエル＝シュザンヌ・ド・ヴィルヌーヴ）は、1685年11月28日にジャン・バルボとシュザンヌ・アレールの娘としてパリで生まれた。ガブリエル＝シュザンヌはラ・ロシェルの有力なプロテスタント一族の出身であり、フランスの貴族であったアモス・バルボの子孫である。別の親類であるジャン・バルボ (1655-1712) は西アフリカやカリブ海地域を探検し、奴隷船で周旋人として働いていたこともあった。ジャン・バルボはルイ14世が1685年にフォンテーヌブローの勅令によってナントの勅令を破棄した後、プロテスタント迫害から逃れるためイングランドに移住し、フランス語と英語で旅行記を刊行した。母シュザンヌはプロテスタントであったが、ガブリエル＝シュザンヌはカトリックの洗礼を受けている。
1706年4月26日にガブリエル＝シュザンヌはバルボ家同様、法服貴族の一族の息子で歩兵隊中佐であったジャン＝バティスト・ガアロン・ド・ヴィルヌーヴと結婚したが、夫は浪費家で結婚生活は全くうまくいかず、この年の10月29日にはガブリエル＝シュザンヌは夫と自分の財産を法的に分離する手続きをとった。財産分離後の1708年にガブリエル＝シュザンヌは娘を出産した。夫は1711年に亡くなり、ガブリエル＝シュザンヌは寡婦となった。金銭的に困窮したガブリエル＝シュザンヌはパリに出て、1734年には最初の作品である『夫婦の鑑』(Le Phénix conjugal) を刊行した。詩人・劇作家のプロスペル・ジョリヨ・ド・クレビヨンの家で家政婦として同棲するようになり、1755年に亡くなるまでここで暮らした。

## 著作

### 美女と野獣

#### 刊行
ヴィルヌーヴは『美女と野獣』の物語の作者としてもっぱら有名であり、本作は1740年に刊行した『アメリカ娘と洋上ものがたり』(La jeune américaine, et les contes marins) の収録作で、このおとぎ話の類話として知られているものとしては最も古い。『アメリカ娘と洋上ものがたり』は枠物語で、アメリカに移住したフランス貴族の娘が、一時滞在していたフランスから帰国する時に船の上で物語を聞くという設定になっている。枠の中で語られる物語である『美女と野獣』は200ページ近い長さがある大人向けの物語で、この物語中にさらに「野獣の話」と「妖精の話」が入っている。野獣を示す"bête"はフランス語では「野獣」という意味と、知性に欠けているという意味の両方がある。
この作品は1765年と1786年に再版されたが、その後20世紀の末になるまでほとんど注目されなかった。ガブリエル＝シュザンヌ・ド・ヴィルヌーヴの死後、1756年にこの物語はジャンヌ＝マリー・ルプランス・ド・ボーモンにより短縮及びリライトされ、幼い少女たちに道徳的教訓を教えることを目的とする『子どもの雑誌』(Magasin des enfants) に掲載された。このバージョンは広く人気を博したが、ボーモンはヴィルヌーヴが原作の著者であることに言及せず、このためしばしばボーモンが誤ってこの物語の原著者として紹介される。

#### ボーモン版との違い
ヴィルヌーヴの『美女と野獣』はボーモンの作品より登場人物が多く、さらに妖精が活躍しており、この頃によく読まれていた「妖精物語」というジャンルの作品に該当する。妖精が出てくるファンタジー的な物語である一方、あまりにも現実離れした要素を抑えて「合理的」な展開を目指しているところも見られる。「暗く幻想的」であるとされるボーモン版に比べると、ヴィルヌーヴ版は「明るく豪勢」であると言われ、ボーモン版に近いジャン・コクトーの映画『美女と野獣』に比べるとディズニーアニメの『美女と野獣』に近い温かみがあると評されている。

#### 影響元
ヴィルヌーヴの『美女と野獣』はアールネ・トンプソンのタイプ・インデックスでは425の「失踪した夫の探索」系列の物語であり、その中では425Cに分類されるタイプの物語の最古の活字化例である。ベースは民話であるが、一般的な民話とは異なる複雑な文学作品となっている。
ジャン・ド・ラ・フォンテーヌがプシューケーとクピードーの物語を描いた『プシシェとキュピドンの恋』(1669) から影響を受けている。この他、ドーノワ夫人の『妖精物語または当世風の妖精』（Contes Nouveaux ou Les Fées à la Mode、1698) に収録されている『緑のヘビ』やマドレーヌ・ド・スキュデリの『クレリ』(Clélie, 1654-1660) などとも関連性が認められる。当時流行していた宮廷オペラからの影響も指摘されている。

### その他の作品
1734年に最初の作品である『夫婦の鑑』(Le Phénix conjugal) を刊行している。多数の作品を刊行し、1753に刊行された小説『ヴァンセンヌの女庭師』(La Jardinière de Vincennes) は18世紀中は複数回再版される人気作であった。

## 刊行情報
日本語訳としては、ガブリエル＝シュザンヌ・ド・ヴィルヌーヴ『美女と野獣：オリジナル版』藤原真実訳、白水社、2016が刊行されている。